# Ариапиф
Ариапиф — этим именем Геродот называет скифского царя, отца Скила, Октамасада и Орика. Согласно М. Фасмеру и В. И. Абаеву, имя интерпретируется как arya-paisa («имеющий арийский облик»). Данная интерпретация не общепризнана.
По Геродоту, опекуном (или доверенным лицом в Ольвии) Ариапифа был Тимн. От скифянки Опии Ариапиф имел сына Орика, а от не названной по имени истриянки — сына Скила. Сын Октамасад был рожден не названной дочерью Тереса Одрисского.
Во время правления Ариапифа, которое условно можно датировать 480—460-ми годами до н. э., происходят следующие события:
- установление скифского протектората над Ольвией[4] (данное предположение имеет и достаточное количество противников)[5];
- создание религиозного и политического объединения полисов под главенством Археонактидов в восточной Таврике[6];
- урегулирование отношений с Одрисским царством (упомянутый выше династический брак с дочерью царя Терея);
- вскользь упомянутое Геродотом противостояние скифов и агафирсов, во время которого Ариапиф был «коварно убит» царём агафирсов Спаргапифом.

Перечисленные события служат основанием для предположения, что Ариапиф во время своего правления пересмотрел и упорядочил взаимоотношения между династами скифов и соседними греческими полисами в первую очередь, а также соседними варварскими объединениями.